# Lillån, Örebro (vattendrag)
För andra betydelser, se Lillån.

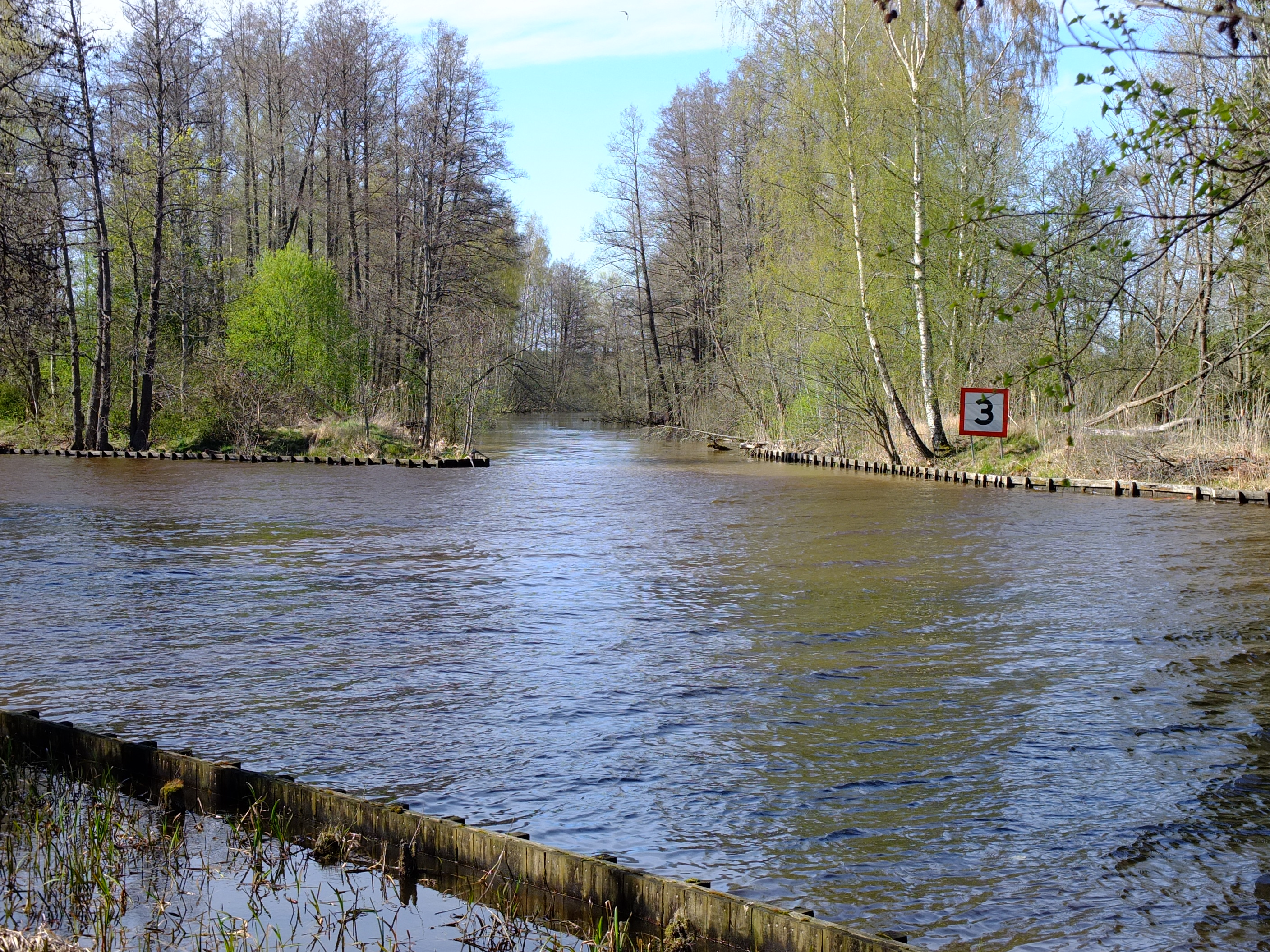
Lillåns mynning i Svartån, vid Oset (Örebro)

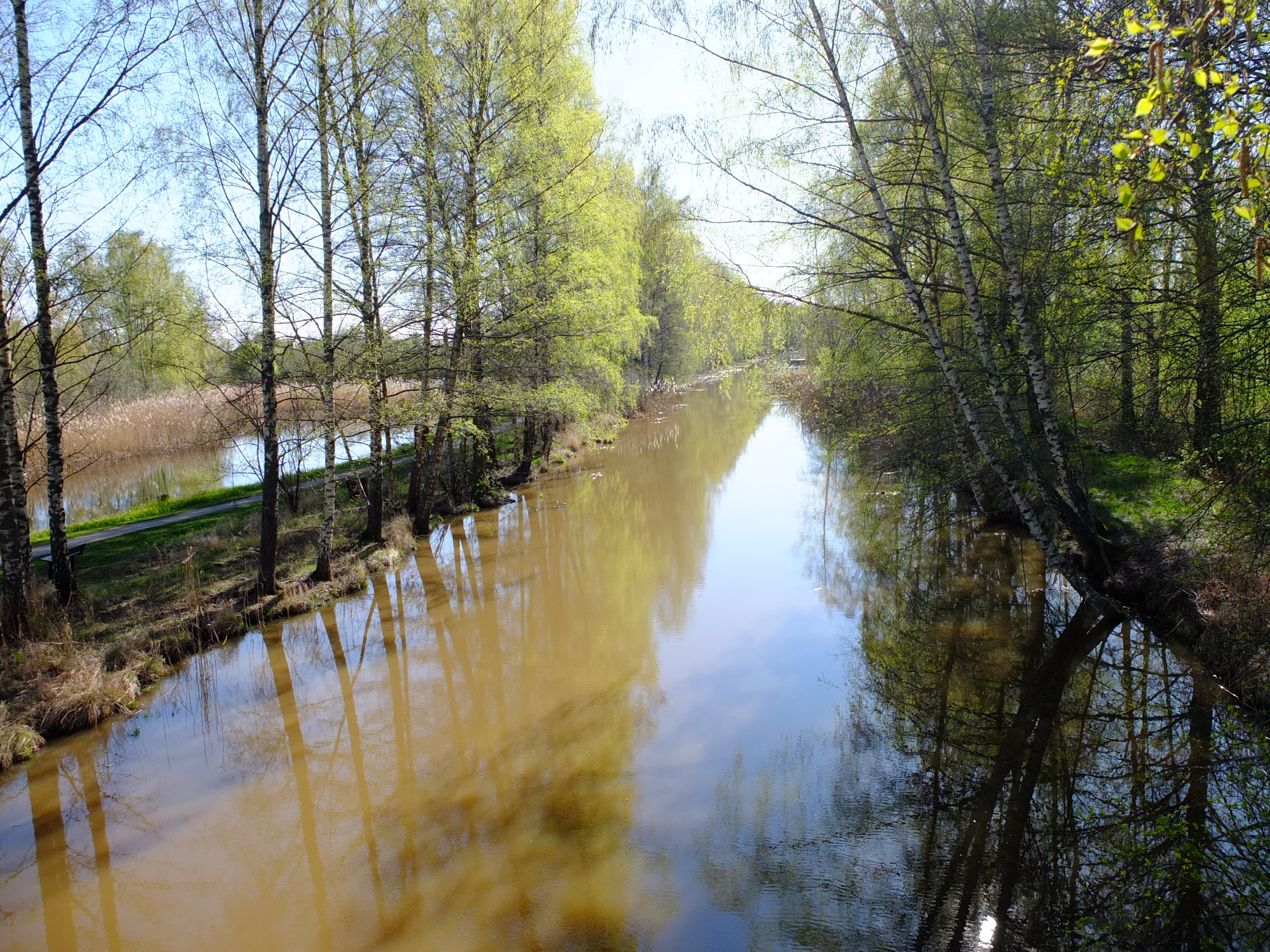
Lillån vid Vattenparken, Örebro.

Lillån i Örebro kommun har sitt ursprung i sjön Lången. Lillån rinner sedan genom Tjusebotorp, väster om samhället Lillån, vidare väster om Hagaby, genom Norr. Den passerar nära Grenadjärstaden och Rynninge, och via Alnängarna mynnar den ut i Svartån, strax innan dess utlopp i Hjälmaren. Medelvattenföringen bör vara cirka 0,25 m³ per sekund (baserat på att Lången är enda tillflödet, och att Långens volym är 2.975.000 m³, omsättningen 0,31 år, ytan 1,75 km² och årsavdunstningen 500 mm). Avrinningsområdets areal är 27,24 km².

## Kultur
Längs Lillån går konststråket Lilla Å-promenaden med skulpturer och installationer.

## Djurliv
I åns nedre del, i området mellan Rynninge och mynningen vid Svartån är bäver en vanlig syn. En del sjöfåglar finns också i ån. Under ytan är arter som signalkräfta, gädda, abborre, mört, björkna och braxen vanligt förekommande.

## Historia
Under 1600-talet fanns planer på att dra en kanal från Dyltaån, via Lången, och till Hjälmaren. Detta projekt, som var tänkt att underlätta järntransporterna, fullbordades inte. Om så hade skett, hade Lillån blivit en del därav. Se vidare under Järle kanal.